# Saori Kimura
Saori Kimura (19 de Agosto de 1986) é um jogadora de voleibol japonesa, medalhista olímpica. Com 1,85 m de altura, Kimura é capaz de atingir 3,04 m no ataque e 2,93 m quando bloqueia.

## Carreira
Saori disputou o Campeonato Mundial de Voleibol Feminino de 2010, realizado no Japão, no qual a seleção de seu país terminou na terceira colocação..Depois dos Jogos Olímpicos de Verão de 2012 no qual sua equipe conseguiu a terceira colocação Saori decidiu jogar nas equipes turcas tendo passagem pelo Vakifbank turk telekom e também pelo Galatasaray daikin.
Saori representou a Seleção Japonesa de Voleibol Feminino nos Jogos Olímpicos de Verão no Rio de Janeiro, que foi quinta colocada.

## Premiações Individuais
- Campeonato Mundial de Voleibol Feminino Sub-20 de 2005: "Maior Pontuadora"
- Campeonato Asiático de Voleibol Feminino de 2007: "Melhor Saque"
- Campeonato Asiático de Voleibol Feminino de 2009: "Melhor Passadora"
- Campeonato Asiático de Voleibol Feminino de 2009: "Melhor Saque"
- Grand Prix de Voleibol de 2010: "Maior Pontuadora"
- Copa dos Campeões de Voleibol Feminino de 2013: "Melhor Saque"
- Grand Prix de Voleibol de 2014: "Melhor Saque"
- Torneio Pré-Olímpico de Voleibol Feminino de 2016 - Mundial: "Melhor Passadora"